# Olimpia Basketball Club (Venado Tuerto)

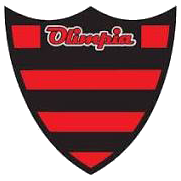
Logotipo do clube de basquetebol argentino.

Olimpia Basketball Club é um clube de basquete da cidade argentina de Venado Tuerto, que joga atualmente o Campeonato Regional de Basquete da Província de Santa Fé, Argentina. O clube é a instituição esportiva mais importante da cidade.
A equipe do Olimpia ascendeu à LNB da Argentina (primeira divisão do basquete nacional) em 1992, e voltou ao Torneio Nacional de Ascenso (equivalente a uma Segunda Divisão) em 1999, após 7 temporadas na elite do basquete argentino. O clube participou desta segunda categoria até a temporada 2006/07. Desde então tem disputado apenas o campeonato regional de Santa Fé.
Em sua passagem pela primeira divisão, conseguiu o título de campeão na temporada 1996/97 da LNB, e foi vice-campeão nas temporadas 1994/95 e 1996/97. O título máximo de sua história foi a consagração como campeão da Liga Sul-Americana em 1996.

## OLIMPIA BBC
Foi fundado em 26 de agosto de 1940 no bairro Gral San Martin, na cidade de Venado Tuerto. A sede do clube se encontra na rua 2 de abril, #476. O ginásio Olimpia também está neste local e tem capacidade para 3.150 pessoas.
No começo do clube, nos anos 40, adotou como cores oficiais o vermelho e o preto, mas o branco sempre teve lugar em todos seus uniformes.
Subiu à Liga Nacional "A" no dia 26 de maio de 1991, tendo realizado excelentes campanhas na elite do basquebol argentino.
Foi campeão nacional e sul-americano de clubes em 1996, num quinteto no qual figuravam Alejandro Montecchia e Léo Gutierrez, e que também tinha Jorge Oscar Racca, Sebastián Uranga e Javier Victoriano, além dos norte-americanos Michael Wilson e Todd Jadlow.
Na Liga Nacional, venceu ao Atenas de Córdoba num 4x3 na final. O título sul-americano foi conquistado em São Paulo, sobre o Corinthians, de Oscar Schmidt. A equipe terminou o ano tendo perdido o título intercontinental para o Panathinaikos, da Grécia.
Outra contribuição do Olimpia para o basquete mundial foi a revelação do pivô Wálter Herrmann, um dos grandes nomes do basquetebol argentino.